# Conseil scientifique régional du patrimoine naturel
En 2002, dans chaque région de France, un conseil scientifique régional du patrimoine naturel (CSRPN) a légalement été créé comme instance consultative à compétence scientifique en matière de patrimoine naturel (loi nº 2002-276 du 27 février 2002 art. 109). S'il travaille en concertation avec le conseil scientifique national (dit « conseil scientifique du patrimoine naturel et de la biodiversité »), sa vocation est d'être un conseil de proximité pour les collectivités territoriales.

Son secrétariat est assuré par la DREAL de la région concernée, ainsi que la publication du rapport annuel.
Il peut travailler en lien avec le Conseil national de la protection de la nature

## Ses membres
Ils sont des spécialistes désignés  intuitu personae pour leur compétence scientifique, en particulier dans les universités, les organismes de recherche, les sociétés savantes, les muséums régionaux. 

Ils sont nommés par arrêté du préfet de région après avis du président du conseil régional.
Leur nombre  (prévu à l'article L. 411-5) ne peut excéder 25. Il est fixé par le préfet de région, après avis du président du conseil régional et, en Corse, après avis du président du conseil exécutif.   

Le mandat de ces membres est de 5 ans (renouvelable). 

Une démission ou un décès donnent lieu à un remplacement (jusqu'à la fin du mandat en cours), avec les mêmes modalités prévues que celles mises en œuvre pour la nomination.

Les directions régionales de l'environnement (devenues DREAL) organisent la sélection des candidats, au besoin à l'aide d'appels à candidature.

## Missions
Ce Conseil couvre toutes les disciplines des sciences de la vie et de la terre pour les milieux terrestres, fluviaux et marins.

Il contribue aux Orientations régionales de gestion de la faune sauvage et des habitats
« Outre les cas de consultation obligatoire prévus par la réglementation en vigueur, le conseil scientifique régional du patrimoine naturel peut être saisi pour avis soit par le préfet de région, soit par le président du conseil régional ou, en Corse, par le président du conseil exécutif, sur toute question relative à la conservation du patrimoine naturel de la région et notamment sur :
1. La valeur scientifique des inventaires du patrimoine naturel lors de leur élaboration ou de leur mise à jour ;
2. Les propositions de listes régionales d'espèces protégées prévues à l'article L. 411-2 ;
3. La délivrance d'autorisations portant sur des espèces protégées, en application des articles L. 411-1 et L. 411-2 ;
4. Les orientations régionales de gestion de la faune sauvage et d'amélioration de la qualité de ses habitats prévues à l'article L. 421-7 ;
5. Toute question relative au réseau Natura 2000 défini à l'article L. 414-1.»[5]

## Fonctionnement
Il se dote d'un règlement intérieur, et « se réunit au moins deux fois par an à l'initiative soit du préfet de région, soit du président du conseil régional ou, en Corse, du président du conseil exécutif. En outre, son président est tenu de le réunir à la demande d'au moins la moitié des membres » et examine « en priorité par le conseil les questions soumises par le préfet de région ou le président du conseil régional ou, en Corse, le président du conseil exécutif ».

Il émet ses avis « à la majorité des membres présents » ou si on ne peut départager le vote avec la voix prépondérante du président. 

Ses avis sont transmis au préfet de région et au président de la collectivité régionale (conseil régional ou, en Corse, conseil exécutif).

## Perspectives
Le grenelle de l'environnement pourrait aboutir à une loi Grenelle confiant de nouvelles missions aux CSRPN, par exemple dans le cadre de l'application des plans de restauration ou réintroduction d'espèces ou de groupes d'espèces. Certains acteurs du Grenelle ont rappelé que certains CSRPN étaient submergés de demandes d’avis sur la possibilité de destruction d’espèces protégées en dérogation à la loi de juillet 1976 notamment relative aux espèces protégées;

## Compléments
À ne pas confondre avec d'autres Conseils scientifiques, qui peuvent travailler sur le thème de l'environnement, et également à échelle régionale, mais qui n'ont pas les mêmes missions et ne fonctionnent pas de la même manière (par exemple avec le Conseil scientifique de l'environnement Nord-Pas de Calais,